# Campionato di Porto Alegre
Il Campionato di Porto Alegre è stata una competizione calcistica disputata nella capitale dello stato del Rio Grande do Sul dal 1910 al 1960.

## Storia
Dal 1910 al 1917 il campionato della città di Porto Alegre, chiamato Citadino o Campeonato Portoalegrense era l'unica competizione calcistica ufficiale della città. La fondazione della Federação Riograndense de Desportos nel 1918, e la conseguente creazione del Campionato Gaúcho l'anno dopo crearono un mutamento nella struttura del torneo: il vincitore passava dunque a rappresentare Porto Alegre nel campionato statale, che allora era suddiviso in regioni. Nel 1953 il Citadino venne allargato alle società della zona metropolitana di Porto Alegre, che comprendeva São Leopoldo, Novo Hamburgo e, più tardi, anche Canoas. In conseguenza di tale modifica, la manifestazione cambiò nome in Campeonato Metropolitano. Nel 1954 il numero di squadre partecipanti fu ulteriormente aumentato, arrivando a includere anche Caxias do Sul, città situata al di fuori della zona di Porto Alegre. Tale ampliamento provocò un altro cambiamento di denominazione, e il torneo divenne il Campeonato Gaúcho - Divisão de Honra, detto anche Divisão de Honra do Campeonato Gaúcho. Nel 1961 il campionato cessò di esistere, poiché venne assimilato al torneo statale principale.

## Albo d'oro
- 1910 - Militar Foot Ball Club (LPAF)[1]
- 1911 - Grêmio (LPAF)
- 1912 - Grêmio (LPAF)
- 1913 - Internacional (LPAF)
- 1914 - Internacional (LPAF) e Grêmio (AFPA)[2]
- 1915 - Internacional (LPAF) e Grêmio (AFPA)
- 1916 - Internacional (FSRG) [3]
- 1917 - Internacional (FSRG)
- 1918 - Cruzeiro (FSRG)
- 1919 - Grêmio (APAD) [4]
- 1920 - Internacional (APAD) e Grêmio (FRGD) [5]
- 1921 - Cruzeiro (APAD) e Grêmio (APAF)
- 1922 - Internacional (APAD) e Grêmio (APAF)
- 1923 - Fussball Club Porto Alegre (APAD) e Grêmio (APAF) [6]
- 1924 - Americano (APAD)
- 1925 - Grêmio (APAD)
- 1926 - Grêmio (APAD)
- 1927 - Internacional (APAD)
- 1928 - Americano (APAD)
- 1929 - Cruzeiro (APAD) e Americano (AMGEA) [7]
- 1930 - Grêmio (AMGEA)
- 1931 - Grêmio (AMGEA)
- 1932 - Grêmio (AMGEA)
- 1933 - Grêmio (AMGEA)
- 1934 - Internacional (AMGEA)
- 1935 - Grêmio (AMGEA)
- 1936 - Internacional (AMGEA)
- 1937 - Novo Hamburgo(AMGEA) e Grêmio (AMGEA-E) [8]
- 1938 - Renner (AMGEA) e Grêmio (AMGEA-E)
- 1939 - Grêmio (AMGEA)
- 1940 - Internacional (AMGEA)
- 1941 - Internacional (FRGF) [9]
- 1942 - Internacional (FRGF)
- 1943 - Internacional (FRGF)
- 1944 - Internacional (FRGF)
- 1945 - Internacional (FRGF)
- 1946 - Grêmio (FRGF)
- 1947 - Internacional (FRGF)
- 1948 - Internacional (FRGF)
- 1949 - Grêmio (FRGF)
- 1950 - Internacional (FRGF)
- 1951 - Internacional (FRGF)
- 1952 - Internacional (FRGF)
- 1953 - Internacional (FRGF)
- 1954 - Renner (FRGF)
- 1955 - Internacional (FRGF)
- 1956 - Grêmio (FRGF)
- 1957 - Grêmio (FRGF)
- 1958 - Grêmio (FRGF)
- 1959 - Grêmio (FRGF)
- 1960 - Grêmio (FRGF)
- 1972 - Internacional (FGF)

## Vittorie per squadra
| Squadra                | Vittorie | Edizioni |
| ---------------------- | -------- | --- |
| Grêmio                 | 26       | 1911, 1912, 1914, 1915, 1919, 1920, 1921, 1922, 1923, 1925, 1926, 1930, 1931, 1932, 1933, 1935, 1937, 1938, 1939, 1946, 1949, 1956, 1957, 1958, 1959 e 1960 |
| Internacional          | 24       | 1913, 1914, 1915, 1916, 1917, 1920, 1922, 1927, 1934, 1936, 1940, 1941, 1942, 1943, 1944, 1945, 1947, 1948, 1950, 1951, 1952, 1953, 1955 e 1972             |
| Americano-RS           | 3        | 1924, 1928, 1929 |
| Cruzeiro-RS            | 3        | 1918, 1921, 1929 |
| Renner                 | 2        | 1938, 1954 |
| Militar Foot Ball Club | 1        | 1910 |
| Fussball               | 1        | 1923 |
| Novo Hamburgo          | 1        | 1937 |